# Østrigs transport
Østrigs transport omfatter vejnettet, togdriften samt flytrafikken i Østrig.
Vejnettet i Østrig bærer præg af alpernes dominans. Således er der i forbindelse med motorvejsnettet i alt 137 vejtunneler. Vejnettet er godt udbygget, og Østrig placerer sig højt i Europa i forhold antal kilometer vej pr. mio. indbyggere med 205 km ligesom der er 1 personbil pr. 2 indbyggere. Der er afgifter for at køre på motorveje samt visse hovedvejsstrækninger over f.eks. bjergpas.
Jernbanenettet er hovedsagelig bygget i det Østrig-Ungarske rige, og Wien er derfor midtpunkt for en banetrafik, der var rettet mod områderne i nord, syd og øst. På grund af grænsedragningen efter 1. verdenskrig går nogle af de nationale transitstrækninger gennem nabolandene. Jernbanenettet er samlet 6.272 km. langt. I forhold til indbyggertal har Østrig det tredjestørste jernbanenet i EU-15 landene. Østrig benytter hovedsageligt normalspor, men på visse lokalstrækninger anvendes smalspor. Østrigs jernbaner benytter både højre- og venstrekørsel.
Via lufttrafikken håndterede de 6 lufthavne i Østrig i 2005 20,4 mio. passagerer, hvoraf Flughafen Wien-Schwechat i hovedstaden Wien håndterede 75 %. Østrigs nationale flyselskab hedder Austrian, som er medlem af Star Alliance.

## Veje og trafik
Østrig har med sin centrale beliggenhed i Europa en stor transittrafik – særlig nord-syd og nord-sydøst, hvilket i høj grad præger vej- og skinnenettet. Transitforbindelserne kræver godt dimensionerede veje, og for at passerede Alperne kræves mange tunneler og broer. Da transittrafikken passerer gennem miljømæssigt sårbare bjergområder, har den østrigske stat meget tidligt fokuseret på tiltag, der kan reducere transittrafikkens negative indflydelse på nærmiljøet. Østrig stillede således meget tidligt krav om tvungen indførelse af katalysatorer i nye køretøjer, ligesom Østrig indførte en særlig miljøafgift for lastbilers transitkørsel.

### Veje
Romerne byggede de første betydende nord-syd forbindelser, hvoraf vejen gennem Brennerpasset var blandt de vigtigste. Brenner-passet er det lavest beliggende bjergpas i central-alperne, og endnu i dag er motorvejen over Brenner af stor betydning for den europæiske nord-syd gående trafik.
Østrigs vejnet har en samlet længde på 107.000 km (2005), som fordeler sig således på vejtyper:
- Motorveje: 2.100 km.
- Overordnede veje (Landesstrassen): 34.000 km.
- Øvrige veje (Gemeindestrassen): 71.000 km.

Der er i alt 13 km. vej pr. indbygger i Østrig.
Motorvejsnettet er godt udbygget. Målt i forhold til kilometer motorvej pr. mio. indbyggere placerer landet sig som nummer 3 i EU-15 landene, med i alt 205 km. (2003), mens Danmark ligger som nummer 5 med 190 km. Det overordnede vejnet er opbygget efter 6 hovedkorridorer:
- Donaukorridor, Ungarn – Wien – Linz – Salzburg – München
- Südkorridor, Slovakiet – Wien – Graz – Klagenfurt – Italien
- Tauernkorridor, Salzburg – Hohe Tauern – Klagenfurt – Slovenien
- Pyhrnkorridor, Tjekkiet – Linz – Pyhrn – Graz – Slovenien
- Brennerkorridor, München – Kufstein – Innsbruck – Brenner – Italien
- Arlbergkorridor, Innsbruck – Bregenz – Schweiz

Der er følgende motorveje i Østrig:
- A1 West Autobahn; Wien – Linz – Salzburg – Walserberg (Grænsen til Tyskland A 8 – München)
- A2 Süd Autobahn; Wien – Wiener Neustadt – Graz – Klagenfurt – Arnoldstein (Grænsen til Italien – Udine)
- A3 Südost Autobahn; Knoten Guntramsdorf (A 2) – Eisenstadt
- A4 Ost Autobahn; Wien – Nickelsdorf (Grænsen til Ungarn – Budapest)
- A5 Nord Autobahn (under udbygning); Wien – Haugsdorf (Grænsen til Tjekkiet – Brünn)
- A6 Nordost Autobahn; Knoten Bruckneudorf – Kittsee (Grænsen til Slovakiet – Bratislava)
- A7 Mühlkreis Autobahn; Linz – Unterweitersdorf
- A8 Innkreis Autobahn; Knoten Voralpenkreuz (A 1/A 9) – Wels – Suben (Grænsen til Tyskland A 3 – Passau)
- A9 Pyhrn Autobahn; Knoten Voralpenkreuz (A 1/A 8) – Graz – Spielfeld (Grænsen til Slovenien – Maribor)
- A10 Tauern Autobahn; Salzburg – Villach
- A11 Karawanken Autobahn; Knoten Villach – Karawankentunnel (Grænsen til Slovenien – Jesenice)
- A12 Inntal Autobahn; (Grænsen til Tyskland A 93 – Rosenheim) – Kufstein – Innsbruck – Landeck
- A13 Brenner Autobahn; Innsbruck – Brenner (Grænsen til Italien – Verona)
- A14 Rheintal/Walgau Autobahn; (Grænsen til Tyskland A 96 Lindau) – Bregenz – Feldkirch – Bludenz – S 16 til Tirol
- A21 Wiener Außenring Autobahn; Sydlig omfart om Wien (Forbindelse mellem A 1 – A 2)
- A22 Donauufer Autobahn; Wien – Korneuburg – Stockerau
- A23 Autobahn Südosttangente Wien; Wien (Forbindelse mellem A 2 – A 4 – A 22)
- A25 Welser Autobahn; Wels (Forbindelse mellem A 1 – A 8)

Længden af motorveje er i perioden 1970 – 2005 steget med 415% fra 493,6 km. til 2.050,2 km.

### Vejtunneller
Trafikinfrastrukturen er præget af Alpernes dominans i Østrig. Således er der 137 (2005) vejtunneler i forbindelse med motorvejsnettet med en samlet længde på 290 km. Flest tunneller findes i Steiermark (25, samlet længde: 74,5 km), Oberösterreich (25, samlet længde: 36,4 km.) og Kärnten (23, samlet længde: 40,0 km.).
Østrigs 6 længste motorvejstunneller er (tal i parentes angives motorvejsnummer):
- Arlberg, Tirol/Vorarlberg (S16): 14,0 km.
- Plabutsch, Steiermark (A9): 10,1 km.
- Gleinalm, Steiermark (A9): 8,3 km.
- Landecker, Tirol (A12): 7,0 km.
- Pfänder, Vorarlberg (A14): 6,7 km.
- Tauern, Salzburg (A10): 6,4 km.

### Trafik
Der i Østrig indregistreret 4.156.743 (2005) personbiler, og heraf er 51,2 pct. dieseldrevne, hvilket gør Østrig sammen med Belgien til det land i EU-25, der har den største bestand af dieseldrevne personbiler. Målt pr. 1.000 indbyggere er der 505 (2004) personbiler i Østrig (354 i Danmark). Østrig placerer sig som nummer 5 blandt EU-15 landene, mens Danmark placerer sig som nummer 14.
Der er registreret 39.884 trafikuheld (2006) med i alt 51.930 kvæstede og 730 dræbte. Antallet af trafikdræbte er 9 pr. 100.000 indbyggere i Østrig (7 i Danmark).

### Vejafgifter
Siden 1997 har alle køretøjer med en totalvægt til og med 3,5 t skullet betale en afgift for at benytte motorveje i Østrig. Ved køb af et mærkat (die Vignette) for en begrænset tidsperiode (maksimalt 1 år), kan vejene benyttes. Mærkatet sættes i bilens forrude. Prisen for et års mærkat er 72,60 Euro (2007). Indtægterne fra salg af mærkatet bruges til at vedligeholde og udbygge motorvejsnettet. 
Ordningen administreres af ASFiNAG (Autobahnen- und Schnellstraßen- Finanzierungs- Aktiengesellschaft).
På grund af store vedligeholdelses- og investeringsomkostninger er visse vej- og tunnelstrækninger yderligere afgiftsbelagt:
- Arlbergtunnel
- Brenner Autobahn
- Pyhrn Autobahn
- Tauern Autobahn
- Karawankeltunnel

En række andre vejstrækninger (typisk over bjergpassene) er ligeledes afgiftsbelagt.
I alt indkom der i 2007 322 mio. Euro fra salg af vignette-mærkater, 119 mio. Euro fra øvrige afgiftsbelagte strækninger og 984 mio. Euro fra afgifter for tunge køretøjer.

## Jernbaner

### Fakta
Østrigs samlede jernbanenet udgør i alt 6.272 km. (2005), hvoraf 5.683 km. tilhører Österreichische Bundesbahnen (ÔBB) og de resterende 590 km. tilhører privatbaner. Målt i forhold til kilometer jernbane pr. mio. indbyggere placerer Østrig sig som nummer 3 i EU-15 landene med i alt 714,4 km. (2003), mens Danmark til sammenligning placerer sig som nummer 8 med 420,9 km.
Der er 266 jernbanetunneler i Østrig.

### Den første strækning
Østrig etablerede den første jernbane på det europæiske kontinent. Jernbanen, der blev åbnet den 1. august 1832 for passager og godstrafik, var hestetrukket, og forbandt Budweis (Ceské Budejovice) i sydböhmen med Linz i Oberösterreich. Baggrunden for etableringen af banen var den værdifulde transport af salt fra Salzkammergut i Oberösterreich til Budweis, der var Böhmens vigtigste by for saltopbevaring.
Strækningen var 129 kilometer lang og havde en sporvidde på 1.106 millimeter. I 1836 blev banen forlænget med 68 kilometer til Gmunden. I 1856 etableredes dampdrift på den sidstnævnte strækning, mens strækningen Linz – Budweis havde for små skinneradier til dampdrift. Banestrækningen blev derfor forlagt i 1873, og den gamle hestebane blev dermed indstillet.

### Nordbanen
Det første damptog kørte den 17. november 1837 på den korte nyetablerede strækning Floridsdorf – Deutsch Wagram. Strækningen er i dag en del af Nordbahn, og blev i 1839 udvidet til Brünn, i 1848 til Oderberg ved den preussiske grænse (med forbindelse til Berlin) og i 1856 til Krakow.
Som flere andre lande var mange af de første jernbaner privat finansieret og drevne. I begyndelsen var det primært godstrafikken, som var lukrativ, og nordbane-forbindelsen var da også motiveret ved transport af kul af salt fra de nordlige områder i riget til hovedstaden Wien.
I det østrig-ungarske rige var der primær interesse i at udbygge jernbanenettet i den østlige del af landet. Her var befolkningstætheden størst, og i den vestlige del af landet satte Alperne en naturlig begrænsning for bygning af almindelig jernbane.
Men den statslige andel af jernbanebyggeriet steg støt, og i 1854 udgjorde de statsligt ejede strækninger 924 km. svarende til 68 % af det samlede jernbanenet. Men den høje statsgæld, særligt efter tabet af krigen mod Pressen, betød, at staten solgte ud af jernbanestrækningerne. Med udgangen af 1866 var der således kun 18 km. jernbane på statens hænder.

### Sydbanen og Semmeringbahn
Østrigs eneste havn mod åbent hav var i Trieste, som man af militære og handelsmæssige årsager fandt interessant at forbinde med landets hovedstad. 1842 åbnedes første del af Südbahn fra Wien Gloggnitzer Bahnhof (nu Wien Südbahnhof) til Gloggnitz for foden af alperne. I 1844 – 1846 etableredes strækningen Mürzzuschlag – Maribor via Graz som blev forlænget til Laibach (Ljubljana) og Trieste og herfra videre til Milano i Italien. Man stod herefter med den teknisk svære opgave at forbinde jernbanen mellem Gloggnitz og Mürzzuschlag over alperne. Endnu havde ingen i Europa bygget en almindelig jernbane over et bjerg. Andre bjergbaner var typisk tandhjulsbaner eller kabeltrukne vogne over bjergstrækninger.
Carl Ritter von Ghega, som var en italiensk ingeniør fra Venedig, løste opgaven ved at udnytte landskabets form og benytte mange kurver, viadukter og tunneler. Han skabte hermed den manglende baneforbindelse via Semmering. Denne del af den østrigske südbahn kaldes Semmeringbahn, og er optaget på UNESCO's Verdensarvsliste. Semmeringbahn stod klar til åbning den 17. juli 1854, og hele strækningen fra Wien til Trieste var etableret den 15. oktober 1857. Südbahn var et statsligt finansieret og ejet projekt, men i 1858 måtte kaiserlich-königlichen Südlichen Staatsbahn erkende, at der ikke var flere penge til at drive jernbanen, som herefter blev overgivet til det private selskab Südbahn-Gesellschaft.
Det første lokomotiv på strækningen Wien – Gloggnitz kaldtes Philadelphia, som har lagt navn til Philadephiabrücke i Wien.
I 1851 åbnedes jernbaneforbindelse til Budapest langs den venstre donaubred via Bratislava. I 1856 åbnedes forbindelsen til Budapest ad den højre donaubred via Bruck a.d. Leitha.

### Vestbanen
Den i dag så vigtige Westbahn blev åbnet i flere etaper. I 1858 åbnedes forbindelsen mellem Wien og Linz, i 1860 videre til Salzburg og i 1861 åbnedes sidelinien til Passau, der gav forbindelse til Bayerns jernbanenet og dermed det øvrige Sydtyskland og Frankrig. Som et kuriosum etablerede Tyroler Staatsbahn jernbaneforbindelse mellem Kufstein og Innsbruck. Det var dermed kun muligt at køre med tog fra Wien til Innsbruck via Bayern, fordi vestbanen først blev bygget videre fra Salzburg via Bischofshofen og Zell am See i 1875.

### Brennerbanen
Endnu manglede man at bygge en jernbanelinie over centralalperne, der både havde handels- og militærstrategisk betydning. Eneste eksisterende mulighed for togpassage sydpå var fra Wien ad Südbahn via Semmering, Graz, Triest og Udine. Man valgte den gamle alpepassage via Brennerpasset. Karl Etzen var ingeniøren, der projekterede og delvis byggede jernbaneforbindelsen fra Innsbruck via Brenner til Bozen (Bolzano) i 1864 – 1867. Men jernbaneforbindelsen var ingen succes i begyndelsen. Østrig havde i 1866 tabt krigen mod Preussen og Italien og havde måttet afstå Vendig. I kølvandet på tabet udnyttede Ungarn situationen til at presse kejseren til at give landet en administrativ uafhængighed fra resten af kejserriget. Det betød, at de ungarske jernbaner blev administreret fra Ungarn og ikke fra Wien (med etableringen af Staatsbahn MÁV i den østlige del af riget). Situationerne viste, at Østrig måttet sikre en bedre sammenhængene øst-vestjernbane. Med den nuværende struktur kunne man fra Wien nemlig kun nå til det strategisk vigtige Bozen (Bolzano) via Westbahn til Innsbruck/Brenner, hvor linjen gik gennem tysk territorium eller via Triest, Udine og Venedig, dvs. via italiensk territorium.
Det satte skub i to nye forbindelser: fra 1863 til 1871 blev Südbahn videreudbygget med en forbindelse fra Maribor til Brennerlinien med tilkoblingspunkt i Franzensfeste (Fortezza). Banelinien løb gennem Klagenfurt, Villach, Spittal an der Drau og Lienz nord om Dolomitterne gennem Drau- og Pustertal.

### Den 3. sydforbindelse
Der blev skaffet adgang til Brennerbanen nord om alperne ved at forlænge Westbahn gennem Bischofshofen og Wörgl i 1875. I samme periode etableredes den tredje syd-vestforbindelse med Rudolfsbahn, fra St. Valentin ved Linz via Schoberpass og St. Michael til Villach. Endelig etableredes mellem 1869 og 1872 den anden store nordlige forbindelse fra Wien, idet Kaiser Franz Josephs-Bahn forbandt hovedstaden med Prag.
38 år efter indvielsen af den første banestrækning fra Wien havde man nu sammenhængende baneforbindelser, som udgik fra hovedstaden i 6 retninger:
Mod nord ad 2 strækninger der endte i hhv. Prag og Krakow, mod øst med 2 strækninger der begge havde Budapest som mål og forløb på hver sin side af Donau, mod vest med forbindelse til Tyskland og Frankrig samt Bozen over Innsbruck/Brenner og endelig mod syd over Semmering til hhv. Triest og Bozen.

### Staten overtager banerne
Den industrielle recession fra 1873 skabte grundlag for, at staten atter intensiverede sit engagement i jernbanerne. Det sikrede både arbejdspladser og infrastrukturen. Ved udløb af koncessioner overtog staten banelinierne og skrantende selskaber blev opkøbt. Dermed kom flere og flere banelinier på statens hænder, og die kaiserlich-königlichen österreichische Statsbahnen (kkStB) blev hurtigt et af de største baneselskaber i Europa. Den eneste af de større banestrækninger det ikke lykkedes at få statsliggjort var Südbahn – den forblev på private hænder.
I den store statsbane-periode fra 1875 – 1914 blev tognettet udvidet med flere forbindelseslinier, hvoraf mange ikke var rentable, men blev bygget for både at sikre det industrielle fremskridt og for at fordele sol og vind lige mellem øst og vest i et økonomisk og velstandsmæssigt splittet kejserrige. At det ikke var en helt enkel opgave at administrere jernbanedriften fra centralt hold i Østrig viser det faktum, at togpersonellet skulle sammensættes, så der kunne beherskes tysk, italiensk, slovensk, ungarsk og tjekkisk, mens det statslige selskab i den østlige del Staatsbahn MÁV skulle beherske ungarsk, kroatisk, slovakisk og rumænsk.
Der blev dog fortsat bygget private jernbaner, men der var mest tale om mindre baner af rent lokal eller turistmæssig interesse. Som oftest var disse smalspors- eller tandhjulsbaner. Særligt i perioden 1889 – 1903 blev der etableret flere af disse lokalbaner, f.eks. Salzkammergut-Lokalbahn eller Zillertalbahn.

### Arlbergbanen
Kejserrigets sidste store baneprojekt inden rigets opløsning i 1918 var at skabe den sidste forbindelse på vestbanen, så der var forbindelse fra Innsbruck til den schweiziske grænse. Bygningen var en stor teknisk bedrift, idet den krævede en tunnelforbindelse på 10,2 kilometer – die Arlbergtunnel. Det tog fire år at bygge baneforbindelsen, der blev indviet i 1884.

### Efter 1918
Med 1. verdenskrig brød donaumonarkiet sammen. Sejrherrerne trak de nye grænser for Østrig på en yderst uheldig måde i jernbanesammenhæng. Det vigtige knudepunkt i Maribor kom nu til at ligge i Jugoslavien og knudepunktet i Franzensfeste (Fortezza) kom til at ligge i Italien. Mod nord gik knudepunkterne i Gmünd (Ceske Velenice) og Lundenburg (Breclav) tabt til Tjekkoslovakiet.
Det nye statslige jernbaneselskab BBÖ måtte nu etablere nye grænsestationer og før så betydningsfulde jernbanelinier lå nu i udlandet (at man valgte forkortelsen BBÖ skyldtes, at ÖBB allerede blev brugt af det schweiziske Oensingen-Balsthal-Bahn). BBÖ måtte som følge heraf reducere kraftigt i medarbejderstaben. Da kul nu ikke kom fra de nordlige indenlandske provinser, men nu måtte købes i udenlandske stater, så led jernbanerne også under mangel på kul. Det satte skub i elektrificeringsprojekterne for de østrigske jernbaner, og i 1923 blev der etableret el-drift på en del af Arlbergbahn og i 1928 blev Brennerbanen nord for grænsen elektrificeret.
Det finansielle sammenbrud i 1920’erne betød lavere aktivitet for jernbanerne, og sammen med elektrificeringen betød det en kraftig personalereduktion med mere end 50.000 mand i tyvernes dekade. Det lykkedes dog fagforeningerne og kulindustrien at forhale elektrificeringen af jernbanerne, så andelen af eldrevne baner var relativt lille da 2. verdenskrig brød ud.
De allieredes kraftige bombardementer af Østrigs infrastruktur betød, at de østrigske statsbaner stod over for en kæmpe retableringsopgave. I august 1947 fik statsbanerne sit navn tilbage, efter at det i 1938 blev lagt inden under Deutsche Reichsbahn. Selskabet fik samtidig sin nuværende forkortelse ÖBB.
Da Østrig måtte aflevere mere end 500 damplokomotiver fra den sovjetiske besættelseszone satte det ekstra fart på elektrificeringsplanerne, og i 1952 kører hele Westbahn fra Wien til Salzburg med el-drift. I 1959 blev Semmeringbahn elektrificeret. El- og dieseldrift betød, at dampdriften blev indstillet i 1976.

### Banerne i dag og i fremtiden
Efter åbningen af grænserne mod øst har nord- og østforbindelserne fra Wien fået fornyet betydning. Strækningerne er nu elektrificeret, og østlinien udbygges som led i en samlet højhastighedsforbindelse, der skal forbinde Paris og Budapest via Wien.
Da de østrigske jernbaner på grund af grænsedragningen i 1918 er afhængige af korridortrafik over grænsen til nabolandene, har ÖBB investeret jernbanelinier i udlandet. Således bekostede selskabet i 1980 den 1.215 meter lange forbindelse øst om Rosenheim i Tyskland. Ruten fra Salzburg til Innsbruck via Rosenheim og Kufstein er ca. 90 minutter kortere end ruten via Bischofshofen og Zell am See. Den stigende østrigske korridortrafik skabte en flaskehals i Rosenheim, som ÖBB afbødede ved at etablere omfartsbanen.
Hvor man i mange europæiske lande har nedlagt banelinier og erstattet dem med busforbindelser har Østrig siden 1970 kun nedlagt relativt få banestrækninger. Således var der i 1970 5.901 km. offentligt jernbanenet, som i 2003 var reduceret med 245 km til 5.656 km., svarende til en reduktion på 4 pct. Privatbanerne er i samme tidsrum kun reduceret med 15 km. fra 605 km. til 590 km. svarende til 2,5 pct. 
Sammenholdt med landets størrelse har Østrig anlagt lidt mere jernbane end Danmark, idet Østrig har 71,3 m. jernbane pr. km² mens Danmark har 64,3 m. Til sammenligning har Tyskland 100,8 m.

### Smalspor
Østrig har et større antal smalsporsbaner, der endnu er i drift. Hvor den normale sporvidde er på 1.435 mm., så har smalsporsbanerne en mindre afstand mellem skinnerne. Der opereres med flere forskellige sporvidder på de østrigske smalsporsbaner, men de dominerende er 1.000 mm. og 760 mm. F.eks. er Mariazellerbahn og Zillertalbahn 760 mm., mens Traunseebahn og Stubeitalbahn har meterspor.
Smalsporsbaner har den fordel, at de er enklere og billigere at bygge end normalsporsbaner. Med den kortere skinneafstand kan man samtidig lave mindre kurveradier, hvad der er en fordel for jernbaner i bjergegne. Endvidere er byggeomkostningerne ved vogne og lokomotiver som regel lavere end ved normalspor, fordi dimensioneringen af selve vognen kan gøres mindre.
Ulempen ved smalsporsdrift er, at det er nødvendigt at omlaste fragt ved skift til normalsporsbaner. Man kan anvende vogne, der kan transportere smalsporsvogne på normalspor, men omvekslingen kræver tid. Endvidere er smalsporsvogne mere følsomme over for rystelser og udsving, og disse mærkes derfor kraftigere af passagererne, hvilket går ud over komforten.

### Højre/venstrekørsel
Oprindeligt havde man venstrekørsel på det østrigske jernbanenet. Men da banerne i 1938 blev lagt ind under Deutsche Reichsbahn begyndte man at omlægge trafikken til højrekørsel, som var gældende i Tyskland. Med slutningen af 2. verdenskrig var omlægningen dog endnu ikke tilendebragt. Østrig har derfor i dag strækninger med venstrekørsel og andre strækninger med højrekørsel. Brennerbanen har f.eks. højrekørsel, mens Semmeringbanen har venstrekørsel. Alle dobbeltsporede strækninger i Østrig er dog i dag teknisk og signalmæssigt udstyret til både højre- og venstrekørsel.

### Andre banesystemer
Der findes S-baner i og omkring byerne Wien, Salzburg, Graz og Innsbruck. Der er endvidere planlagt S-banesystem i Linz.
Undergrundsbane findes i Wien. Banen blev påbegyndt i 1969 og den første linje åbnede 8. maj 1976. Der er 5 linjer med en samlet længde på 65,6 kilometer og 90 stationer. Nettet udbygges løbende.
Sporvogne findes i Wien, Linz, Innsbruck, Salzburg, Graz og Gmunden.

## Flytrafik
Østrig har 6 lufthavne:
- Flughafen Wien-Schwechat
- Salzburg Airport W.A. Mozart
- Flughafen Innsbruck
- Flughafen Klagenfurt
- Flughafen Linz-Hörsching
- Flughafen Graz-Thalerhof

Herudover findes 37 civile  og 4 militære flyvepladser, der også benyttes til civil flyvning. Udover de 6 lufthavne indenfor Østrigs grænser har den schweiziske lufthavn ”St. Gallen – Altenrhein” ca. 10 kilometer fra grænsen betydning for forbundslandet Vorarlberg og lufthavnen i Bratislava i Slovakiet har betydning for Wien som supplement til Wien-Schwechat, idet der er regelmæssige bus- og togforbindelser mellem Bratislava og Wien.
De 6 lufthavne i Østrig har 155.474 flyafgange (2005) og håndterer 20,4 mio. passagerer. Heraf håndterer Wien-Schwechat ca. 75 % af flyafgangene og passagermængderne
Austrian (tidligere Austrian Airlines) er det nationale luftfartsselskab og indgår i Star Alliance. I moderselskabet Austrian Airlines Group indgår også flyselskaberne Lauda Air og Austrian Arrows (Tyrolean Airways).

### Energiforsyning
Den elektriske energi hentes overvejende fra vandkraft (ca. 2/3). For at dække behovet i spidsbelastninger er de store dæmningsværker endvidere udstyret med gasturbinekraftværker. 2 % af strømforsyningen leveres af vindkraft, som fortrinsvis er placeret i landets østlige del, hvor vinden er kraftigst.
Eldistributionen sker hovedsagelig gennem ni selskaber i forbundslandene, som også leverer direkte til forbrugerne. Derudover findes en række mindre forsyningsselskaber, der for det meste er offentligt ejet. På grund af den østrigske forfatningslov om atomfrihed produceres der ikke strøm på atomkraftværker. Selvom man i 1970'erne opførte kernekraftværket Zwentendorf, blev det efter en folkeafstemning i 1978 aldrig taget i brug.
Gas- og olieforsyningen sker hovedsagelig fra udlandet. Der findes naturgasforekomster i Østrig, særligt omkring Wien, hvor også sikkerhedslagrene for landets reserver ligger. Disse indeholder gas svarende til omkring 20 % af Østrigs årsforbrug. Traditionelt kommer hovedforsyningen af gas fra Rusland, hvorfra Østrig i 1968 som første land vest for jerntæppet fik gasleverancer. Fem store naturgasledninger, som også forsyner store dele af Vest- og Mellemeuropa, går gennem Østrig. Den største del af landets olieforsyning kommer fra udlandet, hvor det meste tilføres fra olieledningen fra den italienske havneby Trieste. Hovedimportland for olie er Saudi-Arabien. Landets eneste raffinaderi findes i Schwechat ved Wien.

### Vejrtjeneste
Der findes vejrstationer fordelt over hele landet i større byer og alle forbundslandenes hovedstæder. Det nationale meteorologiske og geofysiske institut er Zentralanstalt für Meteorologie und Geodynamik (ZAMG). Instituttet leverer vejrdata og -meldinger for hele Østrig, som er tilgængeligt via radio, tv og internet. Flyvevejrtjenesten er adskilt fra ZAMG, men der er et tæt samarbejde mellem institutionerne.
Udover vejrtjenesten findes der også i de fleste forbundslande en lavinevarselstjeneste, som videregiver informationer fra de lokale lavinekommissioner. Inden for de senere år har endvidere højvandevarselstjenesten fået større betydning, idet klimaforandringerne har givet flere ekstreme vejrsituationer i form af oversvømmelser. Tjenesten er tilknyttet forbundslandene.

### Kommunikation
På trods af de svære topografiske forhold har Østrig et godt udbygget telekommunikationsnet, hvor hele landet er dækket af fastnet- og mobiltelefoni. Tjenester som UMTS kan kun nås i storbyområder men udbygges løbende. De største udbydere er Telekom Austria, Mobilkom Austria, Drei, One, T-Mobile Austria, UPC Telekabel og Tele2UTA. På grund af et stort antal udbydere er taksterne i Østrig gunstige i sammenligning med andre lande.
Højhastighedsinternet kan opnås i stort set hele landet. Den største landsdækkende udbyder er Telekom Austria efterfulgt af Tele2UTA og UPC. Regionale datanet findes i og omkring storbyerne.

## Fodnoter
1. ↑  Der figurerer på Wikipedia forskellige tal for antallet af civile lufthavne. Tallet her stammer fra Verkehr in Zahlen, 2007, s. 46
2. ↑  Birkebæk, s. 46
3. ↑  Birkebæk s. 43